# Улад-Муса
Улад-Муса (араб. أولاد موسى‎, фр. Ouled Moussa) — коммуна на севере Алжира, на территории вилайета Бумердес, округа Хемис-эль-Хешна.

## Географическое положение
Коммуна находится в северной части вилайета, на высоте 117 метров над уровнем моря на площади 29 км2.
Коммуна расположена на расстоянии приблизительно 38 километров к востоку от столицы страны Алжира и в 15 километрах к юго-западу от административного центра вилайета Бумердеса.

## Демография
По состоянию на 2008 год население составляло 45 770 человек.
Динамика численности населения коммуны по годам:
| 1977   | 1987   | 1998   | 2008   |
| ------ | ------ | ------ | ------ |
| 11 206 | 16 289 | 26 107 | 45 770 |